# Gyémánthajsza (Oakley-film, 2018)
A Gyémánthajsza (eredeti cím: The Con Is On) 2018-ban bemutatott amerikai–brit–kanadai bűnügyi filmvígjáték, melyet Alex Michaelides és James Oakley forgatókönyvéből Oakley rendezett. A főbb szerepekben Uma Thurman, Tim Roth, Alice Eve, Sofía Vergara és Maggie Q látható.
A Lionsgate 2018. május 4-én jelentette meg korlátozott kiadásban és Video on Demand szolgáltatáson keresztül.

## Cselekmény
Miután megszöknek a veszedelmes gengszter, Irina elől, Harriet "Harry" és Peter Fox ékszerrablást terveznek Los Angelesben. A pénz átvétele után azonban Harriet mindent elveszít pókeren, így csődbe jut.
Los Angelesbe visszatérve a páros egy korrupt papnak, Sidneynek dolgozik, aki 40 ezer dollárt ígér nekik egy sikeres ópiumszállításért cserébe. Közben Peter megtudja, hogy Irina nemcsak a pénz miatt van a nyomukban, hanem azért is, mert gyengéd érzelmeket táplál Harriet iránt. Sidney ugyanis egyezséget kötött Irinával, hogy a páros lépjen ki a nyilvánosság elé. Közben Peter találkozik Jackie-vel, volt feleségével, aki most a filmrendező Gabriellel van együtt. Peter elhatározza: Harriettel együtt ellopja az értékes, 5 millió dolláros gyűrűt, amit a nő az ujján visel, és odaadja Irinának, remélve, ezzel rendezi az adósságot.
A lopást a részeg Gina és Vivienne közbelépése teszi tönkre, ami miatt a feldühödött Jackie eldobja a gyűrűt, de az pont Harriet poharába kerül. Peter és Harriet elmenekül, azonban Irina üldözése miatt Harriet úgy dönt, odaadja neki a gyűrűt, ami valójában egy hamisítvány. A páros nincstelenként menekül el, de legalább elhitették Irinával, hogy kifizették az adósságot.

## Szereplők
| Színész         | Szerep              | Magyar hang        |
| --------------- | ------------------- | ------------------ |
| Uma Thurman     | Harriet 'Harry' Fox | Németh Borbála     |
| Tim Roth        | Peter Fox           | Galbenisz Tomasz   |
| Alice Eve       | Jackie              | Sipos Eszter Anna  |
| Parker Posey    | Gina                | Kisfalvi Krisztina |
| Maggie Q        | Irina Solokov       | Bognár Gyöngyvér   |
| Crispin Glover  | Gabriel Anderson    | Kárpáti Levente    |
| Sofía Vergara   | Vivienne            | Peller Anna        |
| Michael Sirow   | Hans                | Dolmány Attila     |
| Stephen Fry     | Sidney              | Papp János         |
| Wilmer Calderon | Vlad                |                    |

## A film készítése
A forgatás 2015. július 20-án kezdődött New Yorkban.
2015. május 14-én jelentették be, hogy Uma Thurman lesz a főszereplője a (korábbi címén) The Brits Are Coming című ékszerrablós vígjátéknak. A projektet James Oakley rendezi saját forgatókönyve alapján, amelyet Alex Michaelidesszel közösen írt. A főszerepet Kristin Chenoweth játszotta volna, a produceri feladatokat pedig Cassian Elwes, J. C. Chandor, Robert Ogden Barnum és William Clevinger látta volna el. Tim Roth, Alice Eve, Sofía Vergara, Maggie Q, Parker Posey és Stephen Fry 2015. augusztus 27-én csatlakozott a filmhez. Megerősítették, hogy Dave Hansen filmproducer lesz, Chenoweth részvételét azonban nem. Elliott Michael Smith volt a koproducer a produkcióban, amelyet Manhattanben és Yonkersben forgattak.

## Bemutató
2018. május 4-én jelent meg a Lionsgate forgalmazásában.

## Fordítás
- Ez a szócikk részben vagy egészben  a   The Con Is On című angol Wikipédia-szócikk ezen változatának fordításán alapul.  Az eredeti cikk szerkesztőit annak laptörténete sorolja fel. Ez a jelzés csupán a megfogalmazás eredetét és a szerzői jogokat jelzi, nem szolgál a cikkben szereplő információk forrásmegjelöléseként.